# Spiralplattenfibel

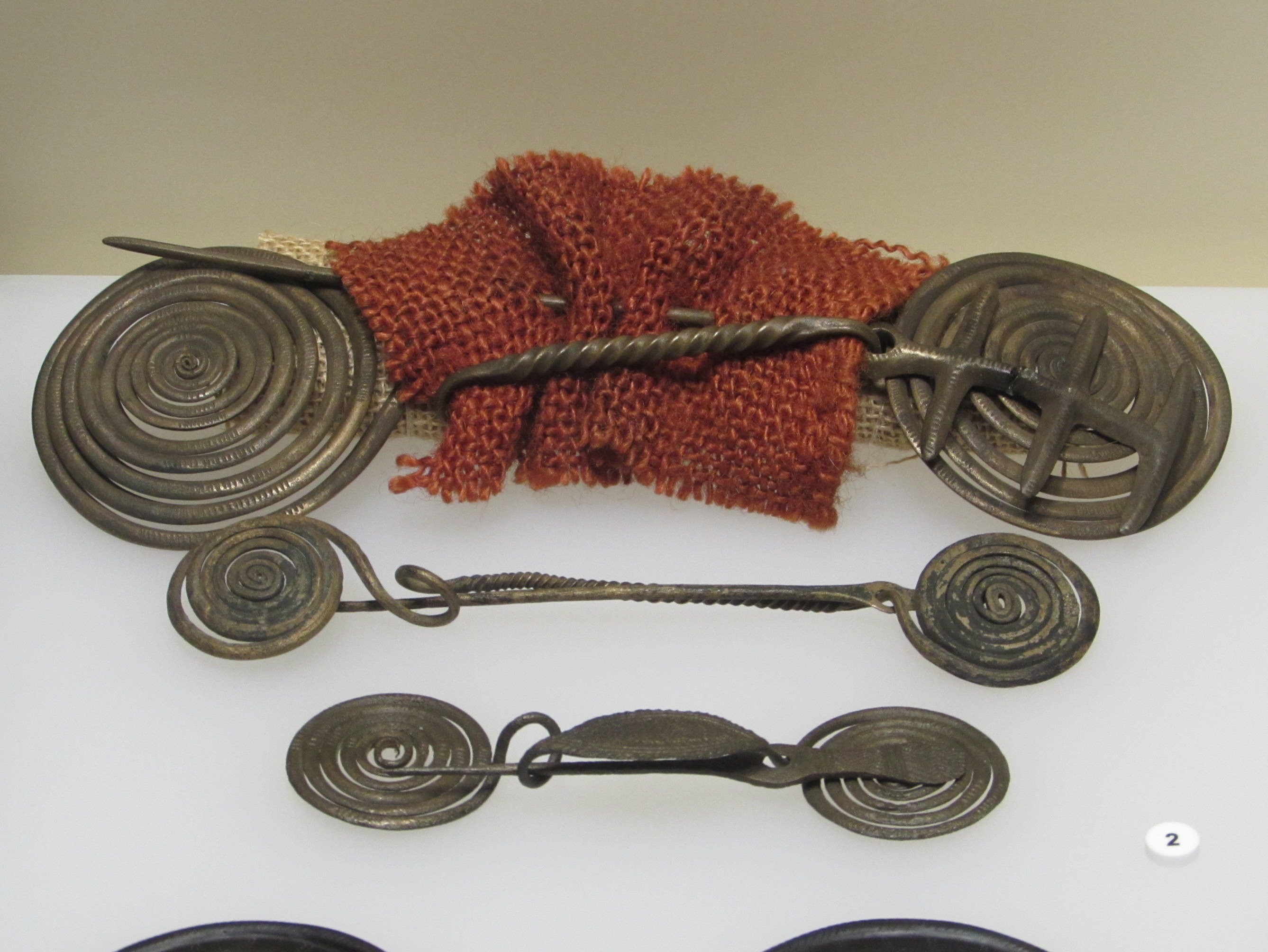
Spiralplattenfibeln, Fundplätze Brielow, Tieckow, Kirchmöser, Archäologisches Landesmuseum Brandenburg

Die goldene Spiralplattenfibel mit quergekerbtem Bügel, bei der beide Drahtenden zu Spiralen aufgewickelt wurden (es gibt aus Südosteuropa auch einseitige), ist derzeit in neun vornehmlich aus Schleswig-Holstein oder Nordjütland stammenden Exemplaren aus der Bronzezeit bekannt.
Die jüngste stammt von einem Schwertgrab der Periode IIII (1300–1100 v. Chr.) auf einer Geländekuppe in der Nähe von Crivitz (Landkreis Ludwigslust-Parchim) und lag auf einer überwiegend einlagigen Steinpackung mit zentral eingetiefter Steinsetzung. Die intakte Fibel hatte – wie fast alle Vergleichsstücke – keine Nadel. In Beetzsee (Landkreis Potsdam-Mittelmark) wurden bereits im 19. Jahrhundert im Urnengräberfeld am Schwarzen Berg Arm- und Fingerringe sowie Spiralplattenfibeln und Wendelringe gefunden.
2008 wurde auf der Geländekuppe bei Crivitz ein bronzenes Griffzungenschwert und ein tordierter Goldarmring mit aufgezogener Golddrahtspirale gefunden. Ähnlich wie der Goldarmring stammen goldene Spiralplattenfibeln häufig aus Schwertgräbern und sind in erster Linie als Statussymbole zu werten.
Die bronzene Spiralplattenfibel aus Magdeburg-Salbke gehört in die etwa zeitgleiche Hügelgräberkultur, in der erstmals Fibeln zum Verschließen der Kleidung auftauchen. Charakteristisch für diese Kultur, deren Hauptverbreitungsgebiet Thüringen und der Main- und Donauraum waren, ist die Bestattung in Grabhügeln.